# J・J・エイブラムス
ジェフリー・ジェイコブ・エイブラムス（Jeffrey Jacob Abrams、1966年6月27日 - ）は、アメリカ合衆国の映画プロデューサー・クリエイター、テレビプロデューサー・クリエイター、ドラマ・映画監督、脚本家、俳優、作曲家。通称 J・J・エイブラムス。アクション、ドラマ、サイエンス・フィクションといったジャンルの作品で知られている。映画ではパラマウント映画、テレビドラマではワーナー・ブラザース・テレビジョンと関係が深い。

## 学生時代まで
ニューヨークで生まれ、ロサンゼルスで育った。ユダヤ系の血を引く。父親はテレビプロデューサーのジェラルド・W・エイブラムス。8歳のときに祖父に連れられてユニバーサル・スタジオを訪れ映画製作に興味を持つ。サラ・ローレンス大学に進学。

## 経歴
映画界での最初の仕事は作曲で、16歳のときドン・ドーラーの『魔獣星人ナイトビースト』の音楽を手がけた。大学4年生の時にジル・マズルスキーとチームを組んで長編映画の脚本を書き上げた。これをタッチストーン・ピクチャーズが買い上げ、それに基づいてチャールズ・グローディンとジェームズ・ベルーシ出演の『ファイロファックス/トラブル手帳で大逆転』（1990）が制作された。続いてハリソン・フォード主演の『心の旅』（1991）の脚本を書き、メル・ギブソン主演の『フォーエヴァー・ヤング 時を超えた告白』（1993）では脚本に加え、製作総指揮を務めた。
製作ジェリー・ブラッカイマー、監督マイケル・ベイの1998年の映画『アルマゲドン』では、脚本で参加。同年、初めてテレビドラマに進出し、『フェリシティの青春』を製作。このシリーズはThe WBネットワークで4シーズンに渡って放送された。製作総指揮と脚本だけでなく、テーマ曲の作曲も手がけている。
2001年、スリラー映画『ロードキラー』の脚本・製作を務め、製作されなかった『スーパーマン』の映画脚本も書いた。
2001年、ブライアン・バークと共にバッド・ロボット・プロダクションズを立ち上げ、ABCで『エイリアス』や『LOST』を製作。『LOST』では、パイロット版（第1シーズンの1話と2話）では脚本・監督、第3シーズン初回（第50話）では脚本に参加した。『フェリシティの青春』と同様、『エイリアス』と『LOST』のテーマ曲も作曲した。
2005年、『エイリアス』の大ファンであるというトム・クルーズが『M:i:III』の監督に招き、映画監督としても活動開始。2006年には、ABCにて『恋するブライアン』の製作総指揮を務めた。
2007年、TEDカンファレンスで講演。

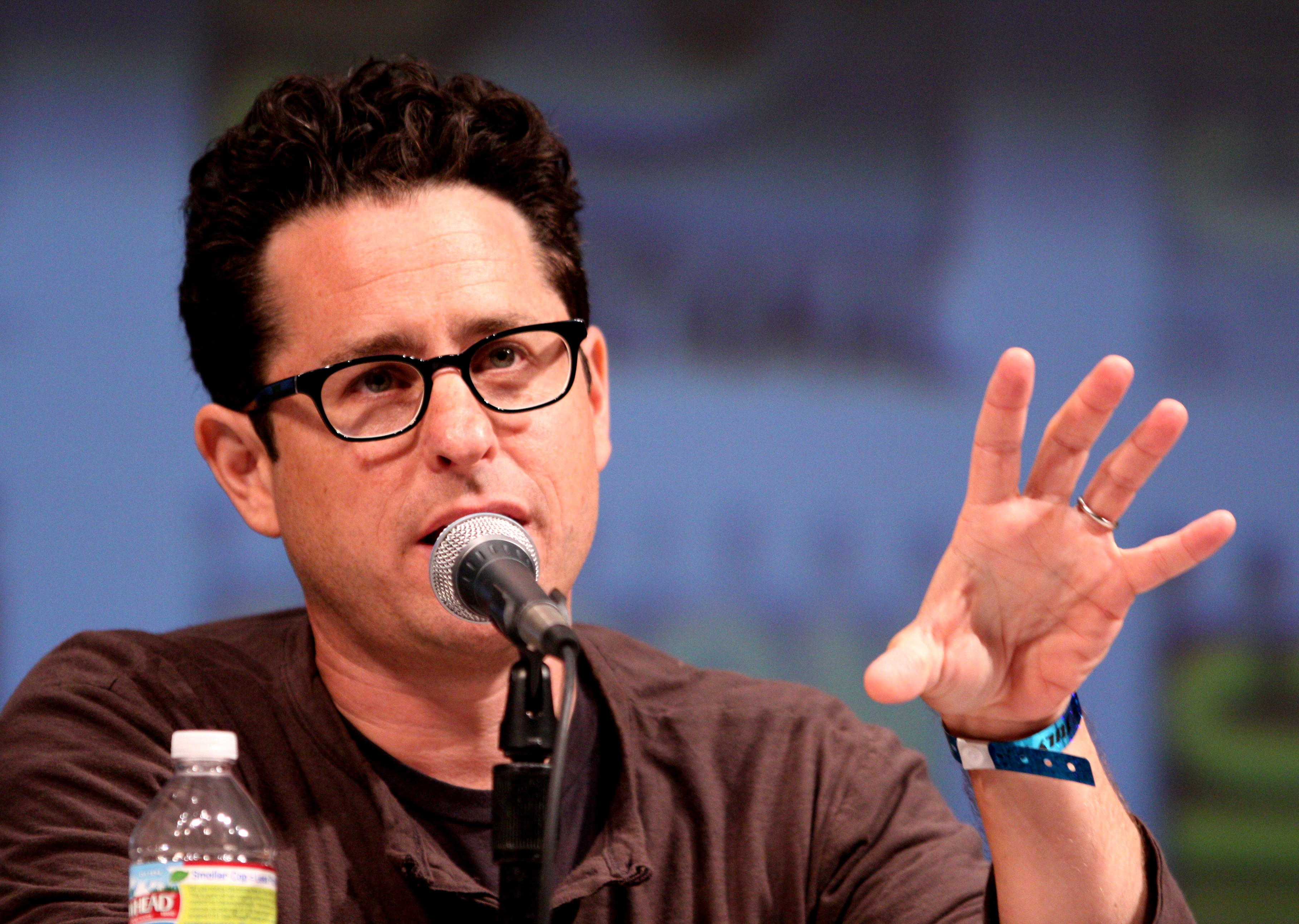
サンディエゴで2010年7月に開催されたコミコン・インターナショナルでのエイブラムス

2008年、怪獣映画『クローバーフィールド/HAKAISHA』を製作。2009年、SF映画『スター・トレック』で監督を務める。2008年、FOXのSFドラマ『FRINGE/フリンジ』で製作総指揮・脚本（ほかにロベルト・オーチーとアレックス・カーツマンも脚本に参加）を務め、テーマ曲を作曲している。
2009年のMTVムービー・アワードの会場で、アンディ・サムバーグとウィル・フェレルとともに1980年代風の"Cool Guys Don't Look at Explosions"を演奏。エイブラムスはキーボードを担当した。
2010年9月からNBCで製作総指揮を務めた『アンダーカバー』が放送されたが、同年12月に打ち切られた。
スティーヴン・スピルバーグとブライアン・バークも製作に参加したパラマウント映画の『SUPER8/スーパーエイト』（2011）で監督・脚本を務めた。
2012年、映画『スター・ウォーズ/フォースの覚醒』の監督に決定した。2019年12月20日公開の『スター・ウォーズ/スカイウォーカーの夜明け』でも脚本・監督を務める。
2020年から、所属のバッド・ロボットの映画製作契約がパラマウント映画からワーナー・ブラザースに変更する事が決まった。これで、ワーナー・ブラザース・テレビジョンと共にバッド・ロボット作品をワーナー独占で手掛ける事になる。

## 作風
- 徹底した秘密主義者であり、物語の核心の情報を制限した演出を多用する。
- 「47」という数字が頻繁に登場する。
- デジタルカメラを用いず、フィルムで撮影を行う。2014年8月にはフィルムメーカーのコダックから今後、一定量のフィルムを購入する契約を締結したため、経営難だったコダックはフィルム製造の継続が可能になった[10]。
- スポットライトやレンズフレアなど、光を用いた映像。
- 2009年には好きな作品として『ジョーズ』『フィラデルフィア物語』『スター・ウォーズ エピソード4/新たなる希望』『トッツィー』『裏窓』の5作品を挙げている[11]。

## 私生活
Katie McGrath と結婚し、息子2人と娘1人をもうけている。ロサンゼルスのパシフィック・パリセーズ在住。
民主党に献金している。ビル・クリントン、バラク・オバマ、ビル・ブラッドリー、ジョン・エドワーズ、ヒラリー・クリントン、ハリー・リード、ラス・ファインゴールド、ティム・ケインといった政治家のキャンペーンに寄付している。
親日家としても知られており、日本文化やポップカルチャーにも造詣が深い。

## 主な作品

### 映画
- ファイロファックス/トラブル手帳で大逆転 Taking Care of Business（1990）脚本
- 心の旅 Regarding Henry（1991）脚本
- フォーエヴァー・ヤング 時を超えた告白 Forever Young（1992）脚本・製作総指揮
- 私に近い6人の他人 Six Degrees of Separation（1993）出演
- ゴーン・フィッシン' Gone Fishin'（1994）脚本
- ハッピィブルー The Pallbearer（1996）脚本
- アルマゲドン Armageddon（1998）脚本
- ザ・サバーバンズ The Suburbans（1999）製作
- ロードキラー Joy Ride（2001）脚本・製作
- ミッション:インポッシブルシリーズ（2006-2018）
  - M:i:III Mission: Impossible III（2006）監督・脚本
  - ミッション:インポッシブル/ゴースト・プロトコル Mission: Impossible - Ghost Protocol（2011）原案・製作
  - ミッション:インポッシブル/ローグ・ネイション Mission: Impossible – Rogue Nation（2015）製作
  - ミッション:インポッシブル/フォールアウト Mission: Impossible - Fallout（2018）製作
- クローバーフィールドシリーズ（2008-2018）
  - クローバーフィールド/HAKAISHA Cloverfield（2008）製作
  - 10 クローバーフィールド・レーン 10 Cloverfield Lane（2016）製作
  - クローバーフィールド・パラドックス The Cloverfield Paradox（2018）製作
- スタートレックシリーズ（2009-2016）
  - スター・トレック Star Trek（2009）監督・製作
  - スター・トレック イントゥ・ダークネス Star Trek Into Darkness（2013）監督・製作
  - スター・トレック ビヨンド Star Trek: Beyond（2016）製作
- 恋とニュースのつくり方 Morning Glory（2010）製作
- SUPER8/スーパーエイト Super 8（2011）監督・脚本・製作
- スターウォーズシリーズ（2015-2019）
  - スター・ウォーズ/フォースの覚醒 Star Wars: The Force Awakens（2015）監督・脚本・製作
  - スター・ウォーズ/最後のジェダイ Star Wars: The Last Jedi（2017）製作総指揮
  - スター・ウォーズ/スカイウォーカーの夜明け Star Wars: The Rise Of Skywalker（2019）監督・脚本・製作
- オーヴァーロード Overlord（2018）製作
- LOU ルー Lou（2022）制作
- ぼく モグラ キツネ 馬 The Boy, the Mole, the Fox and the Horse（2022）制作
- The Blue Angels (2024) 制作
- Billy Summers (TBA) 監督
- Untitled Cloverfield series sequel（TBA）製作
- 君の名は。（仮） Your Name.（TBA）製作
- Star Trek 4（TBA）製作

### テレビドラマ
- フェリシティの青春 Felicity（1998–2002）製作総指揮・脚本・監督・音楽
- エイリアス Alias（2001–2006）製作総指揮・脚本・監督・音楽
- LOST Lost（2004–2010）製作総指揮・脚本・監督・音楽
- 恋するブライアン What About Brian（2006–2007）製作総指揮
- FRINGE/フリンジ Fringe（2008–2013）製作総指揮・脚本・音楽
- アンダーカバー Undercovers（2010）製作総指揮・脚本・監督
- PERSON of INTEREST 犯罪予知ユニット Person of Interest（2011–2016）製作総指揮[16]
- ALCATRAZ/アルカトラズ Alcatraz（2012）製作総指揮[17]
- レボリューション（2012–2014）製作総指揮[18][19]
- ALMOST HUMAN/オールモスト・ヒューマン Almost Human（2013–2014）製作総指揮
- BELIEVE/ビリーブ Believe（2014[20]）製作総指揮[21]
- ウエストワールド Westworld（2016–）製作総指揮
- キャッスルロック Castle Rock（2018–）製作総指揮
- リトル・ヴォイス Little Voice（2020）製作総指揮
- ラヴクラフトカントリー 恐怖の旅路 Lovecraft Country（2020）製作総指揮

### 舞台
- ザ・プレイ・ザット・ゴーズ・ロング（2017）製作

## 賞

### 受賞
- 2005年 プライムタイム・エミー賞 作品賞および監督賞（LOST）
- 2006年 ゴールデングローブ賞 作品賞（LOST）

### ノミネート
- 2002年 エミー賞 脚本賞（エイリアス）
- 2005年 エミー賞 脚本賞 (LOST)
- 2006年 全米脚本家組合賞 ドラマ部門 (LOST)[22]
- 2007年 ゴールデングローブ賞 作品賞 (LOST)

## 関連文献
- TED Talks: J・J・エイブラムスの謎の箱（TED 2007）
- 海外ドラマNAVI特別コラム “FRINGE” に関する J・J・エイブラムスのインタビュー（日本語）